# Павел Враницки
Павел Враницки (на чешки: Pavel Vranický, известен и с германизираната форма на името си – Паул Враницки, на немски: Paul Wranitzky; 30 декември 1756, Нова Ржише – 26 септември 1808, Виена) е моравски композитор, диригент и цигулар. Той е по-големият брат на композитора Антонин Враницки.

## Биография
Враницки учи пеене, орган, цигулка и виола в Премонстратското църковно училище в Нова Ржише и по-късно в Ихлава (1770 – 1771). В Оломоуц учи в Богословския факултет на Палацкия университет и става отличен цигулар. На 20-годишна възраст, Враницки заминава за Виена, където влиза в духовна семинария и работи като диригент. Взима уроци по музика при Йозеф Краус (шведски придворен капелмайстор, посетил Виена около 1783 г.). Има сведения, че е бил и ученик на Хайдн, но те не са доказани.
През пролетта на 1784 г. работи като диригент при граф Йохан Естерхази, през октомври 1785 г. е назначен за диригент на оркестъра на новосформирания театър U Korutanské brány. На тази работа остава до 1787 г., когато става диригент на оркестъра на виенския Бургтеатър. От 1792/ 1793 г. до смъртта си работи като първи диригент на кралския придворен театър, където след това го заменя брат му Антонин. Около 1786 г. започва да композира симфонии.
Павел Враницки играе важна роля във виенската музика. Хайдн и Бетовен го предпочитат като диригент за творбите си: Хайдн настоява за провеждане на първите изпълнения на творбата си „Сътворението“ във Виена (1799 – 1800), а по молба на Бетовен, Враницки дирижира премиерата на неговата Симфония № 1 (2 април 1800 г.). От 1805 г. се редува с Войтех Матиаш в провеждането на концерти за аристократичните любители на музиката. Диригентът се сприятелява с Моцарт и е член на същата масонска ложа. След смъртта на Моцарт, Враницки помага като посредник на вдовицата му Констанс при преговорите с издателя Андре. Като секретар на Виенското музикално общество, Враницки успява да тушира продължителния спор на Хайдн с обществото през 1797 г. Приятелските му отношения с немския композитор са документирани в писмо на Враницки до Джон Бланд от 12 декември 1790 г. и писмо на Хайдн до Враницки от 3 септември 1800 г.
Най-известната творба на композитора е операта „Оберон, крал на елфите“ (премиерата ѝ е през 1789 г.).
През 1932 г. в чест на Враницки една от улиците на Виена е кръстена на негово име.

## Творчество
- op. 2 Symphonie C-Dur, oder 1. Grande Symphonie genannt, entstand 1790 („A Magyar Nemzet Öröme“/Щастие на унгарския народ)
- op. 11 Symphonie
- op. 28 Flötenquartett Nr. 1 G-Dur
- op. 28 Flötenquartett Nr. 2 C-Dur
- op. 28 Flötenquartett Nr. 3 a-moll
- op. 31 Grande sinfonie caractéristique pour la paix avec la République française (Симфония на мира)
- op. 32 Streichquartett Nr. 1
- op. 32 Streichquartett Nr. 2
- op. 32 Streichquartett Nr. 3
- op. 32 Streichquartett Nr. 4
- op. 32 Streichquartett Nr. 5
- op. 32 Streichquartett Nr. 6
- op. 36 Symphonie
- op. 52 Symphonie

### Опери
- „Оберон, крал на елфите“, 1789 (Либрето)
- Der dreifache Liebhaber (1790)
- Rudolf von Felseck (1792)
- Merkur, der Heiratstifter, oder Der Geiz im Geldkasten (1793)
- Die Post-Station (1793)
- Das Fest der Lazaronen (1794)
- Das Maroccanische Reich (c.1794/5)
- Зефир и Флора 1795
- Die gute Mutter (1795)
- „Горската девойка“, 1796
- Johanna von Montfaucon (1799)
- Der Schreiner (1799)
- Das Picknick der Götter (1804)
- Das Mitgefühl (1804)
- Die Erkenntlichkeit (1805)
- „Макбет“ (пародия)